# Junior Ischia
Carlos Junior Ischia Dusefante (nacido el 19 de marzo de 1986 en Barranquilla, Colombia) es un futbolista colombiano nacionalizado argentino. Juega de centrocampista y actualmente se encuentra sin equipo.

Su padre es el exfutbolista y actual entrenador Carlos Ischia.

## Dato Curioso
Su segundo nombre es "Junior" haciendo honor al equipo Junior de Barranquilla equipo en el que su padre Carlos Ischia jugo durante 8 años, pero curiosamente nació en Cali cuando su padre jugaba para el America.

## Biografía y carrera
Nació en Colombia cuando su padre militaba en el fútbol de ese país. Comenzó su carrera en 2004 jugando para Vélez Sarsfield. Jugó para el club hasta 2005. En ese año regresó a su país natal para jugar en el Junior de Barranquilla. En el 2008, después de 3 años sin jugar, se sumó al plantel del Depor Aguablanca. En ese año regresó a la Argentina para unirse al Santamarina de Tandil, donde estuvo hasta 2009. En 2010 se pasó a las filas del Alvarado, en donde juega desde hace más de 3 años.

## Vida personal y nacionalidad
Reside en Argentina junto con su familia, y a pesar de haber nacido en Colombia también tiene la nacionalidad argentina.

## Clubes
| Club                     | País      | Año       | Partidos | Goles |
| ------------------------ | --------- | --------- | -------- | ----- |
| Vélez Sarsfield          | Argentina | 2004-2005 | 2        | 0     |
| Junior de Barranquilla   | Colombia  | 2005      | 14       | 1     |
| Depor Aguablanca         | Colombia  | 2008      | 10       | 0     |
| Santamarina de Tandil    | Argentina | 2008-2009 | 23       | 3     |
| Alvarado                 | Argentina | 2010-2014 | 86       | 3     |
| América de General Pirán | Argentina | 2014-2015 | 21       | 1     |

## Palmarés

### Torneos nacionales
| Título | Club | País | width="87 | Torneo Clausura | Vélez Sársfield | Argentina | 2005 |